# André Morell
André Morell (20 de agosto de 1909 - 28 de novembro de 1978) foi um ator inglês. Apareceu com freqüência em teatro, cinema e na televisão a partir na década de 1930 a 1970. Seus papéis mais conhecidos foram o professor Bernard Quatermass na série da BBC Quatermass and the Pit (1958-1959), e como o Dr. Watson na versão da Hammer Film Productions The Hound of the Baskervilles (1959). Ele também apareceu em filmes vencedores do Oscar como The Bridge on the River Kwai (1957) e Ben-Hur (1959).